# Purwakarta (Regierungsbezirk)

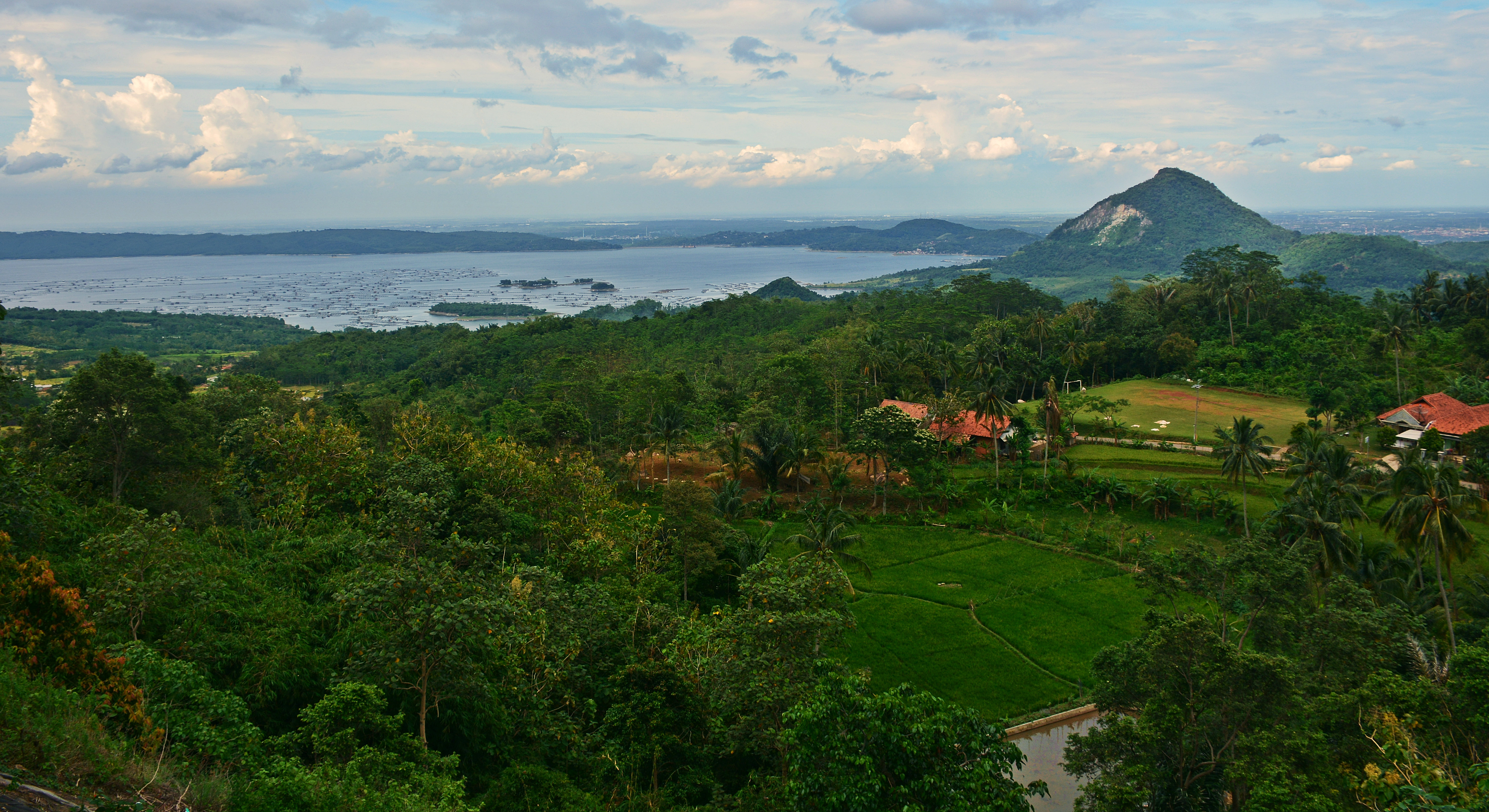
Der Jatiluhur-Damm, vom Mount Parang gesehen

Purwakarta ist ein indonesischer Regierungsbezirk (Kabupaten) in der Provinz Jawa Barat, im Westen der Insel Java. Ende 2021 lebten hier etwa eine Million Menschen. Hauptstadt und Regierungssitz des Verwaltungsdistrikts ist die Stadt Purwakarta.

## Geografie
Der Regierungsbezirk erstreckt sich zwischen 107°30′ und 107°40′ ö. L. sowie zwischen 6°25′ und 6°45′ s. Br. Er hat im Norden den Kabupaten Karawang, im Osten Subang, im Süden Bandung Barat und im Westen Cianjur als Nachbarn.

## Verwaltungsgliederung
Administrativ unterteilt sich Purwakarta in 17 Distrikte (Kecamatan), die sich des Weiteren in 192 Dörfer gliedern, davon sind 183 ländlichen Charakters (Desa). Lediglich der Hauptstadt-Distrikt wird neben dem Desa Citalang in 9 Dörfer städtischen Typs (Kelurahan) geteilt.
| Code 1   | Kecamatan Distrikt | Ibu Kota Verwaltungssitz | Fläche (km²) | Einwohner Census 2010 2 | Volkszählung 2020 | Volkszählung 2020 | Volkszählung 2020 | Anzahl der Dörfer 6 |
| Code 1   | Kecamatan Distrikt | Ibu Kota Verwaltungssitz | Fläche (km²) | Einwohner Census 2010 2 | Einwohner 3       | 0Dichte 40        | Sex Ratio 5       | Anzahl der Dörfer 6 |
| -------- | ------------------ | ------------------------ | ------------ | ----------------------- | ----------------- | ----------------- | ----------------- | ------------------- |
| 32.14.01 | Purwakarta         | Nagrikaler               | 24,83        | 165.447                 | 179.233           | 7.218,4           | 101,2             | 9 / 1               |
| 32.14.02 | Campaka            | Campaka                  | 43,60        | 40.907                  | 50.342            | 1.154,6           | 99,9              | 10                  |
| 32.14.03 | Jatiluhur          | Jatiluhur                | 60,11        | 61.931                  | 73.953            | 1.230,3           | 103,3             | 10                  |
| 32.14.04 | Plered             | Plered                   | 31,48        | 71.099                  | 83.425            | 2.650,1           | 104,1             | 16                  |
| 32.14.05 | Sukatani           | Sukatani                 | 95,43        | 63.730                  | 76.907            | 805,9             | 104,3             | 14                  |
| 32.14.06 | Darangdan          | Darangdan                | 67,39        | 59.705                  | 70.894            | 1.052,0           | 103,7             | 15                  |
| 32.14.07 | Maniis             | Citamiang                | 71,64        | 31.205                  | 36.052            | 503,2             | 106,2             | 8                   |
| 32.14.08 | Tegalwaru          | Sukahaji                 | 73,23        | 44.160                  | 53.184            | 726,3             | 105,7             | 13                  |
| 32.14.09 | Wanayasa           | Wanayasa                 | 56,55        | 38.921                  | 43.303            | 765,8             | 105,5             | 15                  |
| 32.14.10 | Pasawahan          | Sawah Kulon              | 36,96        | 40.518                  | 49.458            | 1.338,2           | 103,5             | 12                  |
| 32.14.11 | Bojong             | Sukamanah                | 68,69        | 44.757                  | 52.998            | 771,6             | 106,5             | 14                  |
| 32.14.12 | Babakancikao       | Kadumekar                | 42,40        | 47.476                  | 59.909            | 1.413,0           | 100,0             | 9                   |
| 32.14.13 | Bungursari         | Bungursari               | 54,66        | 51.298                  | 60.565            | 1.108,0           | 102,1             | 10                  |
| 32.14.14 | Cibatu             | Cibatu                   | 56,50        | 26.989                  | 31.267            | 553,4             | 100,6             | 10                  |
| 32.14.15 | Sukasari           | Kertamanah               | 92,01        | 14.455                  | 17.258            | 187,6             | 106,3             | 5                   |
| 32.14.16 | Pondoksalam        | Salam Mulia              | 44,08        | 26.329                  | 30.734            | 697,2             | 104,2             | 11                  |
| 32.14.17 | Kiarapedes         | Kiarapedes               | 52,16        | 23.594                  | 28.387            | 544,2             | 106,0             | 10                  |
| 32.14    | Kab. Purwakarta    | Purwakarta               | 971,72       | 852.521                 | 997.869           | 1.026,9           | 103.2             | 192                 |

## Demographie
Zum Census im September 2020 lebten in Purwakarta 997.869 Menschen, davon 491.039 Frauen (49,21 %) und 506.830 Männer (50,79 %).
98,94 Prozent der Einwohner sind Muslime, Christen sind mit 0,99 % vertreten (7.849 ev.-luth. / 2.113 röm.-kath.), Buddhisten mit 0,05 Prozent.

### Bevölkerungsentwicklung der letzten drei Semester (Halbjahre)
| Datum      | Fläche (km²) | Einwohner  | Einwohner    | Einwohner    | Bevölke- rungsdichte (Einw. je km²) | Sex Ratio (Männer pro 100 Frauen) |
| Datum      | Fläche (km²) | 00gesamt00 | 00männlich00 | 00weiblich00 | Bevölke- rungsdichte (Einw. je km²) | Sex Ratio (Männer pro 100 Frauen) |
| ---------- | ------------ | ---------- | ------------ | ------------ | ----------------------------------- | --------------------------------- |
| 31.12.2020 | 826,00       | 954.880    | 481.894      | 472.986      | 1.156,03                            | 101,9                             |
| 30.06.2021 | 825,74       | 945.654    | 477.888      | 467.766      | 1.145,22                            | 102,2                             |
| 31.12.2021 | 993,09       | 1.001.338  | 506.679      | 494.659      | 1.008,31                            | 102,4                             |